# Francisco Coloane
Francisco Coloane Cárdenas (Quemchi, 19 de julho de 1910 — Santiago do Chile, 5 de agosto de 2002) foi um romancista e contista chileno.

## Biografia
Após a morte dos pais quando ainda era jovem, Coloane abandonou os estudos e trabalhou em diversos empregos, como amansador de cavalos, pastor, capataz, explorador de petróleo no Estreito de Magalhães, entre outras atividades. Trabalhou ainda como funcionário administrativo na Marinha do Chile.
Tais experiências no extremo sul do continente marcaram seus escritos, pois seus livros tem esta região como cenário, e falam de temas como o  embate entre o homem e as forças da natureza no ambiente inóspito e solitário da Terra do Fogo.
Pela temática de seus livros, foi considerado por críticos europeus como o Jack London da América do Sul, sendo também comparado a escritores como Melville e Conrad.

## Prêmios e reconhecimento
Recebeu o Prêmio Nacional de Literatura no Chile em 1964, e em 1980 foi presidente da Sociedade de Escritores do Chile. Na França, foi nomeado Cavalheiro da Ordem das Artes e das Letras em 1997.
Seu livro "El último grumete de la Baquedano" é tido como leitura obrigatória no sistema escolar chileno. Alguns de seus livros e contos foram traduzidos para vários idiomas, como inglês, russo, italiano, francês, alemão, grego, português, entre outros.
Em 2000 o cineasta chileno Miguel Littín filmou "Tierra del Fuego", baseado na obra homônima de Coloane.

## Obras
Entre algumas de suas obras estão:
- Cabo de Hornos (1941);
- El último grumete de la Baquedano (1941);
- La Tierra del Fuego se apaga (1945);
- Golfo de Penas (1945);
- Los conquistadores de la Antártida (1945);
- Tierra del Fuego (1956); (Publicado no Brasil pela editora Francis)
- Viaje al Este (1958);
- El camino de la ballena (1962);
- El chilote Otey y otros relatos (1971);
- Rastros del Guanaco Blanco (1980);
- Crónicas de la India (1983);
- Velero Anclado (1995);
- Cuentos completos (1999);
- Papeles recortados (2004), póstumo;
- Última carta (2005), póstumo.